# Ramdurg (ciutat)
Ramdurg (canarès ರಾಮದುರ್ಗ) és una ciutat i consell municipal de Karnataka, al districte de Belgaum. Dona nom a una fortalesa que al seu torn donà nom a l'estat maratha de Ramdurg. Segon el cens del 2001 la seva població era de 31.822 habitants. La població el 1901 era de 9.452 habitants. Està situada a 15° 56′ 47″ N, 75° 17′ 48″ E / 15.94639°N,75.29667°E.